# كلود إليس
كلود إليس هو سياسي كندي، ولد في 2 نوفمبر 1919، وتوفي في 1 أكتوبر 1997. انتخب عضو مجلس العموم الكندي.